# Kreis Fiorenzuola
Der Kreis Fiorenzuola (circondario di Fiorenzuola) existierte 1859 bis 1927 in der italienischen Provinz Piacenza.

## Gemeinden (1863)
- mandamento I di Bardi
  - Bardi; Boccolo de’ Tassi
- mandamento II di Carpaneto
  - Carpaneto; Gropparello
- mandamento III di Castell’Arquato
  - Castell’Arquato; Vernasca
- mandamento IV di Cortemaggiore
  - Besenzone; Cortemaggiore; Polignano Piacentino; Villanova sull’Arda
- mandamento V di Fiorenzuola
  - Alseno; Cadeo; Fiorenzuola
- mandamento VI di Lugagnano Val d’Arda
  - Lugagnano Val d’Arda; Morfasso
- mandamento VII di Monticelli d’Ongina
  - Caorso; Castelvetro Piacentino; Monticelli d’Ongina